# Гайнріх Штрассер
Гайнріх Штрассер (нім. Heinrich Strasser, нар. 26 жовтня 1948) — австрійський футболіст, захисник. По завершенні ігрової кар'єри — футбольний тренер.
Як гравець насамперед відомий виступами за клуб «Адміра-Ваккер», а також національну збірну Австрії.

## Клубна кар'єра
У дорослому футболі дебютував 1966 року виступами за команду клубу «Адміра-Ваккер», в якій провів тринадцять сезонів, взявши участь у 333 матчах чемпіонату.
1979 приєднався до клубу «Ферст Вієнна», захищав його кольори до припинення виступів на професійному рівні у 1984. В сезоні 1982-83 виступав на умовах оренди за «Зіммерингер СК».

## Виступи за збірну
1969 року дебютував в офіційних матчах у складі національної збірної Австрії. Протягом кар'єри у національній команді, яка тривала 11 років, провів у формі головної команди країни 26 матчів.
У складі збірної був учасником чемпіонату світу 1978 року в Аргентині.

## Кар'єра тренера
Розпочав тренерську кар'єру, повернувшись до футболу після тривалої перерви, 2009 року, увійшовши до тренерського штабу клубу ЛАСК (Лінц). Наразі досвід тренерської роботи обмежується цим клубом.